# Ротфельс, Ханс
Ханс Ротфельс (нем. Hans Rothfels, 12 апреля 1891, Кассель, Германская империя — 22 июня 1976, Тюбинген, ФРГ) — немецкий историк национально-консервативного направления.

## Биография
Ханс Ротфельс родился в состоятельной еврейской семье в Касселе (Гессен-Нассау). В 1910 году он обратился в лютеранство. Изучал историю и философию в Гейдельбергском университете под руководством Фридриха Майнеке. Когда началась Первая мировая война, Ротфельс вступил в германскую армию и был ранен под Суассоном, после чего находился в госпитале до 1917 года. Награждён Железным Крестом второй степени. Докторская диссертация Ротфельса была посвящена Карлу фон Клаузевицу — «Карл фон Клаузевиц: политика и война» (1918, опубликована в 1920 году). В 1922 году Ротфельс прокомментировал и издал частные письма Клаузевица. После этого он занялся изучением жизни и политической деятельности Отто фон Бисмарка. В 1924—1926 годах Ротфельс преподавал в Берлинском университете, в 1926—1934 годах — в Кёнигсбергском университете. Работая на кафедре истории в Кёнигсберге, он получил известность как немецкий националист и консерватор, призывавший к пересмотру версальских договорённостей и отмене данцигского коридора. В своих исторических работах Ротфельс обосновывал доминирование Германии в Восточной Европе. Несмотря на это, Ротфельс был отстранен от преподавания после прихода к власти в Германии национал-социалистов вследствие своего еврейского происхождения. В 1938 он уехал в Великобританию, затем в США.
В эмиграции Ротфельс преподавал в Сент-Джон колледже (Оксфорд) в 1938—1940 годах, затем переехал в США, где оставался до 1951 года и получил гражданство. Преподавал в ряде американских университетов, стал профессором в Чикагском университете. В 1948 году опубликовал самую известную книгу «Германская оппозиция Гитлеру» о заговоре 20 июля 1944 года.
В 1951 году Ротфельс вернулся в ФРГ, где преподавал в Тюбингенском университете. Он также основал Институт современной истории (Institut für Zeitgeschichte) как центр исследований нацистского периода. В 1950-х годах Ротфельс был одним из немногих немецких историков, которые предприняли серьёзное исследование Холокоста, который игнорировало большинство немецких ученых того времени. Другой темой Ротфельса было изгнание этнических немцев из Восточной Европы после Второй мировой войны. Он работал над этой темой вместе с Теодором Шидером, Вернером Конце и другими историками, готовившими многотомное собрание документов по изгнанию немцев из Центральной и Восточной Европы. В конечном счете Ротфельс стал одним из самых влиятельных историков ФРГ.

## Дискуссии в современной историографии о Ротфельсе
Ротфельс в течение своей долгой карьеры оставался противоречивой фигурой. Многие характеризовали его как противника демократии и, в частности, Веймарской республики. Вокруг него в Кёнигсберге сложился кружок (Königsberger Kreis), В который входили, помимо прочих, Теодор Шидер и Вернер Конце. Немецкий историк Инго Гаар в книге «Историк в национал-социализме» («Historiker im Nationalsozialismus», 2000) определил Ротфельса как врага Веймарской республики и сторонника нацистов. Ученики Ротфельса В. Конце и Т. Шидер присоединились к НСДАП, за что определённая доля ответственности была возложена на учителя. Ученик Ротфельса Генрих Август Винклер подверг критике выводы Гаара, обвинив оппонента в некорректном использовании источников. В дискуссии приняли участие другие историки. В интеллектуальной биографии Ротфельса, написанной Яном Эккелем (2005), историк отвергает версию Гаара о «фашистском» характере мышления Ротфельса, подчеркивает недостаток источников для окончательного решения вопроса о характере взглядов Ротфельса в 1920—1930-х годах, но обращает внимание на то, что в эмиграции Ротфельс проявил свои убеждения, поддержав консервативное крыло Сопротивления. Дискуссия историков вокруг роли Ротфельса в становлении немецкой историографии нацистского периода продолжается.

## Сочинения
- Carl von Clausewitz: Politik und Krieg. Berlin: Dümmlers Verlag, 1920.
- Bismarck und der Staat; Ausgewählte Dokumente, Eingeleitet Von Hans Rothfels, Stuttgart: Kohlhammer, 1925.
- The German Opposition to Hitler. Chicago, Illinois: An Appraisal Henry Regnery Company, 1948; издана в Германии — Die deutsche Opposition gegen Hitler (Scherpe, Krefeld, 1949, переиздания в 1961 и 1963).
- Bismarck-Briefe. Ausgewählt Und Eingeleitet Von Hans Rothfels. Göttingen: Vandenhoeck & Ruprecht 1955.
- Das politische Vermächtnis des deutschen Widerstandes. Bonn: Bundeszentrale für Heimatdienst, 1956.
- Bismarck, der Osten und das Reich. Darmstadt: Wissenschaftliche Buchgesellschaft, 1960.
- Bismarck; Vorträge und Abhandlungen. Stuttgart: W. Kohlhammer 1970.